# En Toute Intimité
En toute intimité è il titolo sia del CD che del DVD dei concerti acustici di Lara Fabian del 2003 presso l'Olympia a Parigi.
Sia il CD che il DVD sono stati registrati durante i concerti del 2 e 3 febbraio 2003.

## Tracce CD
| #   | Titolo                                                   | Scritto da                            | Durata |
| --- | -------------------------------------------------------- | ------------------------------------- | ------ |
| 1.  | "J'y crois encore"                                       | Lara Fabian, Rick Allison             | 05:04  |
| 2.  | "Comme ils disent"                                       | Charles Aznavour                      | 05:26  |
| 3.  | "Caruso"                                                 | Lucio Dalla                           | 05:01  |
| 4.  | "S'en aller"                                             | Lara Fabian, Rick Allison             | 03:46  |
| 5.  | "Voir un ami pleurer"                                    | Jacques Brel                          | 04:26  |
| 6.  | "Je t'aime"                                              | Lara Fabian, Rick Allison             | 04:41  |
| 7.  | "Je suis mon coeur"                                      | Charles Lidon, Daniel Lavoie          | 05:22  |
| 8.  | "Addio del passato"                                      | Francesco Maria Piave, Giuseppe Verdi | 05:28  |
| 9.  | "Mistral gagnant"                                        | Renaud                                | 04:10  |
| 10. | "Si tu m'aimes" / "Parce que tu pars"                    | Lara Fabian, Rick Allison             | 05:27  |
| 11. | "Tu es mon autre" - duet with Maurane                    | Lara Fabian, Rick Allison             | 04:19  |
| 12. | "Medley Starmania"                                       | Luc Plamondon, Michel Berger          | 05:55  |
| 13. | "Calling you"                                            | Robert Telson                         | 05:27  |
| 14. | "Tout"                                                   | Lara Fabian, Rick Allison             | 03:57  |
| 15. | "Immortelle"                                             | Lara Fabian, Rick Allison             | 03:15  |
| 16. | "Bambina" - guitar/voice version with Jean-Félix Lalanne | Lara Fabian, Rick Allison             | 03:59  |

## Tracce DVD
1. "Bambina" - intro
2. "J'y crois encore"
3. "Comme ils disent"
4. "Caruso"
5. "S'en aller"
6. "Aimer déjà"
7. "Voir un ami pleurer"
8. "Je t'aime"
9. "Pour que tu m'aimes encore"
10. "Je suis mon coeur"
11. "Addio del passato"
12. "Mistral gagnant"
13. "Si tu m'aimes" / "Parce que tu pars"
14. "Tu es mon autre" - duet with Maurane
15. "Medley Starmania"
16. "Calling you"
17. "Tout"
18. "Je suis malade"
19. "Immortelle"
20. "Bambina" - guitar/voice version with Jean-Félix Lalanne

## Formazione
- Lara Fabian - voce
- Jean-Félix Lalanne - chitarra
- Pierre Grimard - pianoforte
- Cécile Brillard - violino
- Noemi Le Campion - violoncello